# Arrondissement di Soissons
L'arrondissement di Soissons è un arrondissement dipartimentale della Francia situato nel dipartimento dell'Aisne, nella regione dell'Alta Francia.

## Storia
Fu creato nel 1800, sulla base dei preesistenti distretti.

## Composizione

### Cantoni
L'arrondissement è composto da 135 comuni raggruppati in 7 cantoni:
1. cantone di Braine
2. cantone di Oulchy-le-Château
3. cantone di Soissons-Nord
4. cantone di Soissons-Sud
5. cantone di Vailly-sur-Aisne
6. cantone di Vic-sur-Aisne
7. cantone di Villers-Cotterêts

### Comuni
I comuni dell'arrondissement di Soissons sono:
| 1. Acy (02003)                        | 2. Aizy-Jouy (02008)              | 3. Allemant (02010)                   | 4. Ambleny (02011)               |
| 5. Ambrief (02012)                    | 6. Ancienville (02015)            | 7. Arcy-Sainte-Restitue (02022)       | 8. Augy (02036)                  |
| 9. Bagneux (02043)                    | 10. Bazoches-sur-Vesles (02054)   | 11. Belleu (02064)                    | 12. Berny-Rivière (02071)        |
| 13. Berzy-le-Sec (02077)              | 14. Beugneux (02082)              | 15. Bieuxy (02087)                    | 16. Billy-sur-Aisne (02089)      |
| 17. Billy-sur-Ourcq (02090)           | 18. Blanzy-lès-Fismes (02091)     | 19. Braine (02110)                    | 20. Braye (02118)                |
| 21. Brenelle (02120)                  | 22. Breny (02121)                 | 23. Bruys (02129)                     | 24. Bucy-le-Long (02131)         |
| 25. Buzancy (02138)                   | 26. Celles-sur-Aisne (02148)      | 27. Cerseuil (02152)                  | 28. Chacrise (02154)             |
| 29. Chassemy (02167)                  | 30. Chaudun (02172)               | 31. Chavignon (02174)                 | 32. Chavigny (02175)             |
| 33. Chavonne (02176)                  | 34. Chivres-Val (02190)           | 35. Chéry-Chartreuve (02179)          | 36. Ciry-Salsogne (02195)        |
| 37. Clamecy (02198)                   | 38. Cœuvres-et-Valsery (02201)    | 39. Condé-sur-Aisne (02210)           | 40. Corcy (02216)                |
| 41. Courcelles-sur-Vesles (02224)     | 42. Courmelles (02226)            | 43. Couvrelles (02230)                | 44. Coyolles (02232)             |
| 45. Cramaille (02233)                 | 46. Crouy (02243)                 | 47. Cuffies (02245)                   | 48. Cuiry-Housse (02249)         |
| 49. Cuisy-en-Almont (02253)           | 50. Cutry (02254)                 | 51. Cys-la-Commune (02255)            | 52. Dampleux (02259)             |
| 53. Dhuizel (02263)                   | 54. Dommiers (02267)              | 55. Droizy (02272)                    | 56. Faverolles (02302)           |
| 57. Filain (02311)                    | 58. Fleury (02316)                | 59. Fontenoy (02326)                  | 60. Glennes (02348)              |
| 61. Grand-Rozoy (02665)               | 62. Haramont (02368)              | 63. Hartennes-et-Taux (02372)         | 64. Jouaignes (02393)            |
| 65. Juvigny (02398)                   | 66. Laffaux (02400)               | 67. Largny-sur-Automne (02410)        | 68. Launoy (02412)               |
| 69. Laversine (02415)                 | 70. Le Plessier-Huleu (02606)     | 71. Lesges (02421)                    | 72. Leury (02424)                |
| 73. Lhuys (02427)                     | 74. Limé (02432)                  | 75. Longpont (02438)                  | 76. Longueval-Barbonval (02439)  |
| 77. Louâtre (02441)                   | 78. Maast-et-Violaine (02447)     | 79. Margival (02464)                  | 80. Mercin-et-Vaux (02477)       |
| 81. Merval (02479)                    | 82. Missy-aux-Bois (02485)        | 83. Missy-sur-Aisne (02487)           | 84. Mont-Notre-Dame (02520)      |
| 85. Mont-Saint-Martin (02523)         | 86. Montgobert (02506)            | 87. Montgru-Saint-Hilaire (02507)     | 88. Montigny-Lengrain (02514)    |
| 89. Morsain (02527)                   | 90. Mortefontaine (02528)         | 91. Muret-et-Crouttes (02533)         | 92. Nampteuil-sous-Muret (02536) |
| 93. Nanteuil-la-Fosse (02537)         | 94. Neuville-sur-Margival (02551) | 95. Noroy-sur-Ourcq (02557)           | 96. Nouvron-Vingré (02562)       |
| 97. Noyant-et-Aconin (02564)          | 98. Oigny-en-Valois (02568)       | 99. Osly-Courtil (02576)              | 100. Ostel (02577)               |
| 101. Oulchy-la-Ville (02579)          | 102. Oulchy-le-Château (02580)    | 103. Paars (02581)                    | 104. Parcy-et-Tigny (02585)      |
| 105. Pargny-Filain (02589)            | 106. Pasly (02593)                | 107. Perles (02597)                   | 108. Pernant (02598)             |
| 109. Ploisy (02607)                   | 110. Pommiers (02610)             | 111. Pont-Arcy (02612)                | 112. Presles-et-Boves (02620)    |
| 113. Puiseux-en-Retz (02628)          | 114. Quincy-sous-le-Mont (02633)  | 115. Ressons-le-Long (02643)          | 116. Retheuil (02644)            |
| 117. Rozières-sur-Crise (02663)       | 118. Révillon (02646)             | 119. Saconin-et-Breuil (02667)        | 120. Saint-Bandry (02672)        |
| 121. Saint-Christophe-à-Berry (02673) | 122. Saint-Mard (02682)           | 123. Saint-Pierre-Aigle (02687)       | 124. Saint-Rémy-Blanzy (02693)   |
| 125. Saint-Thibaut (02695)            | 126. Sancy-les-Cheminots (02698)  | 127. Septmonts (02706)                | 128. Serches (02711)             |
| 129. Sermoise (02714)                 | 130. Serval (02715)               | 131. Soissons (02722)                 | 132. Soucy (02729)               |
| 133. Soupir (02730)                   | 134. Taillefontaine (02734)       | 135. Tannières (02735)                | 136. Tartiers (02736)            |
| 137. Terny-Sorny (02739)              | 138. Vailly-sur-Aisne (02758)     | 139. Vasseny (02763)                  | 140. Vaudesson (02766)           |
| 141. Vauxbuin (02770)                 | 142. Vauxcéré (02771)             | 143. Vauxrezis (02767)                | 144. Vauxtin (02773)             |
| 145. Venizel (02780)                  | 146. Vic-sur-Aisne (02795)        | 147. Viel-Arcy (02797)                | 148. Vierzy (02799)              |
| 149. Ville-Savoye (02817)             | 150. Villemontoire (02804)        | 151. Villeneuve-Saint-Germain (02805) | 152. Villers-Cotterêts (02810)   |
| 153. Villers-Hélon (02812)            | 154. Villers-en-Prayères (02811)  | 155. Vivières (02822)                 | 156. Vregny (02828)              |
| 157. Vuillery (02829)                 | 158. Vézaponin (02793)            | 159. Épagny (02277)                   |                                  |